# Frau Kächele & Frau Peters
Frau Kächele & Frau Peters ist eine Mundart-Comedy von Teflon Fonfara, die zwischen 1986 und 1998 in SDR 3 in über 800 Folgen veröffentlicht wurde.

## Geschichte
Primär als Radio-Comic konzipiert, wurden auch Fernseh-Spots im Südfunk-Fernsehen veröffentlicht. Die reguläre Serie Frau Kächele & Frau Peters erschien mit ein oder zwei Folgen pro Woche, außergewöhnliche Programme oder Sendungen wurden oftmals mit Sonderausgaben von Frau Kächele & Frau Peters ergänzt. Jährlich im November gab es in SDR3 POINT eine zweistündige Frau Kächele & Frau Peters-Jubiläumssendung. Die Serie erhielt Kultstatus, da die beiden schrillen Damen auch als Image-Träger des „Radio für den Wilden Süden“ bekannt wurden. 2007 brachte der Autor die Idee als One-Man-Show auf die Bühne. 2019 wurde die Bühnen-Performance erweitert, und Teflon Fonfara spielt die Frau Peters und Babs Steinbock spielt Frau Kächele. Das Programm beinhaltet Szenen und Songs mit Originaltexten aus der SDR-Serie.

### Inhalt
Die beiden Stuttgarter Hausfrauen unterhalten sich über verschiedene Themen und es endet stets mit einem Dialog über den Hefezopf „mit einem Haufen Butter drin“ (Slogan). Der einzelne Radio-Auftritt dauert zwischen 1:40 und 2:30 Minuten. Der Dialog erfolgt schnell, die Stimmen sind schrill und die Geräusch-Vertonung heftig bis unrealistisch, was auch den Charakter der Hörspiel-Idee prägt. Gerne werden Tabu-Themen verarbeitet in überzogenem schwäbischen Humor. Im Entstehungsjahr 1986 wurde die „Orgasmusschaukel“ bekannt und musste auf Hörerwunsch vielfach wiederholt werden.

### Charaktere
Frau Kächele ist eine aufgeschlossene Schwäbin aus Stuttgart-Süd und Erfinderin seltsamer oder hilfreicher Geräte und Maschinen für Haushalt und Kehrwoche. Frau Peters ist naiv und unwissend, und beim Versuch, die Geräte korrekt anzuwenden, sind Ablauf und Ziel der Dramaturgie vorgegeben.
In der Jubiläumssendung 1989 wurde ein zweistündiges Hörspiel gesendet, in dem der Magier Uri Geller den beiden Damen den Jubiläumshefezopf stiehlt. Es begann eine Verfolgungsjagd per Hubschrauber durch Teile des SDR-Sendegebietes und endet am Stuttgarter Fernsehturm, wo Geller das Stuttgarter Wahrzeichen verbog. Zwischen den Parts des achtteiligen Hörspiels wurden vorproduzierte Verkehrsdurchsagen eingespielt bezüglich eines erhöhten Verkehrsaufkommens wegen der Ereignisse am Fernsehturm. Da an diesem nebligen Novemberabend für viele der Stuttgarter Fernsehturm nicht sichtbar war, riefen Tausende von Hörern bei den Polizeidienststellen und im Funkhaus an, was einen polizeilichen Sondereinsatz zur Folge hatte. Am nächsten Tag gab es in SDR3 dazu eine Sondersendung. 1996 veranstaltete der SDR3 das zehnjährige Bestehen Frau Kächele & Frau Peters im Stuttgarter Hauptbahnhof. Die Bäckerinnung brachte zusammen mit Stuttgarter Bäckern einen 80 Meter langen Hefezopf, der für wohltätige Zwecke verkauft wurde. 2007 erschien auf der CD zum Gitarrenweltrekord die Mundart-Version des Rockklassikers Smoke on the Water.

### Autor
Teflon Fonfara ist Autor der Gesamtidee und aller Folgen, Sprecher aller Stimmen, Musiker und Produzent des Hörspiels. In Fernsehaufnahmen spielt er beide Rollen selbst.

### Hintergrund und Technik
Die ersten Folgen bis 1988 wurden mit einem Emulator II und einem Tascam 4-Spur-Cassetten-Recorder produziert, später mit einem 8-Spur-Cassetten-Deck. Die Stimmhöhen der Damen wurden durch verschiedene analoge Bandlauf-Geschwindigkeiten erzeugt. Die Produktionen fanden privat statt, die SDR3-Redaktion wurde mit einem fertigen Master auf Cassette beliefert. Die erste Cassette mit den ersten vier Folgen kam auf Umwegen bei Hans-Peter Archner (damals SDR3) an, der das Hörspiel ins Programm nahm, die vorerst wöchentlichen Folgen wurden bis ca. 1992 freitags in SDR 3 POINT gesendet, danach gab es keinen festen Sendeplatz mehr und jeder Redakteur in SDR3 konnte sich die aktuelle Folge in die eigene Sendung stellen. So entstanden oftmals mehrere Ausgaben pro Woche.
1994 wurde die Serie trotz Erfolges aus dem Programm genommen, weil der Autor im Auftrag für den damals konkurrierenden SWF3 die ähnliche Serie Radio Mokkaschnitte produzierte. 1995 wurde Frau Kächele & Frau Peters wieder ins SDR3-Programm genommen und lief ununterbrochen bis 1998, dem Ende des Senders. Die Serie wurde nach der Fusion der Sender SDR und SWF trotz Fanbriefen nicht ins Programm des SWR übernommen, weil sich die Entscheidungsträger in Baden-Baden grundsätzlich vom Image des „Radio für den Wilden Süden“ trennen wollten. Fernseh-Aufnahmen zur Serie wurden im Südfunk-Studio oder in der Wohnung des Autors produziert. Ab 1989 gab es eine Frau Kächele & Frau Peters-Fanclub-Zeitung mit Infos und Comics, die Teflon Fonfara komplett erstellte und im Auftrag des Süddeutschen Rundfunks drucken und per Post Fans zustellen ließ.
2007 konzipierte der Autor aus der Radio-Idee eine Bühnen-Performance. Er trat in Mundart-Theatern und Kleinkunstbühnen als Frau Peters auf und las und spielte in einer One-Man-Show die Hefezopf-Sketche. 2019 wurde das Programm erweitert, gespielt wird im Duo mit Babs Steinbock.
Während der Pandemie entwickelte Teflon Fonfara eine weitere Figur aus der Kächele-Dynastie und trat in Comedy-Musikvideos, die er zuhause alleine drehte, als Eberhard Kächele auf. Besungen werden der Bollenhut, die Stadt Stuttgart und vegane Kutteln, und es gibt eine Neufassung des Liedes von der schwäbischen Eisenbahn.

## Tonträger
- LP „Die total schrille Comic-Show“, Hammer-Musik 1989
- CD „Die fanatischen Zwei“, Tucan 1992
- CD „Neuer Hefezopf-Wahnsinn“, Tucan 1994
- CD „Jubiläum 10 Jahre“, Tucan 1996
- CD „Das war der Wilde Süden“, Tucan 1998
- Maxi-CD „Klinsi we love you“, Tucan 2006

## Publikationen
- Hefezopf-Power, Gatzanis Verlag 1998
- Der neue Bahnhof isch fertig – Frau Kächele & Frau Peters unterwegs (Buch) Silberburg Verlag 2020
- Der neue Bahnhof isch fertig (90 Min. Hörspiel) Maritim Hörspielverlag 2021